# 天主教西恩富戈斯教區
天主教西恩富戈斯教區（拉丁語：Dioecesis Centumfocencis）是古巴一個羅馬天主教教區，屬卡馬圭總教區。
教區1903年2月20日成立，位於古巴中南部，包括西恩富戈斯省和聖斯皮里圖斯省。2006年有教友293,600人，佔轄區總人口60.5%。教區下轄廿二個堂區，有廿三名司鐸。現任教區主教為多明我·奧羅佩薩·洛倫特。